# 義堯
義堯（ぎぎょう、永正2年3月23日（1505年4月27日）- 永禄7年2月15日（1564年3月27日））は、戦国時代の真言宗の僧。醍醐寺三宝院門跡。父は九条政基。九条尚経、細川澄之は兄にあたる。

## 生涯
永正8年（1511年）4月、醍醐寺三宝院に住持として入寺し、室町幕府の10代将軍・足利義尹（のち義稙）の猶子となり、「義」の一字を与えられた。醍醐寺三宝院の住持は将軍の猶子になることが慣例であったが、父の政基や兄の尚経がかつて唐橋在数の殺害で後土御門天皇の勅勘を蒙っていたため、義尹はこの猶子の件を後柏原天皇に伺った上で決めている。
永禄7年2月15日、死去した。その後、二条晴良の子息・義演が後継者となっている。